# Gmina Oborniki
Die Gmina Oborniki ist eine Stadt-und-Land-Gemeinde im Powiat Obornicki der Woiwodschaft Großpolen in Polen. Sitz des Powiats und der Gemeinde ist die gleichnamige Stadt (deutsch Obornik) mit etwa 18.100 Einwohnern.

## Geographie

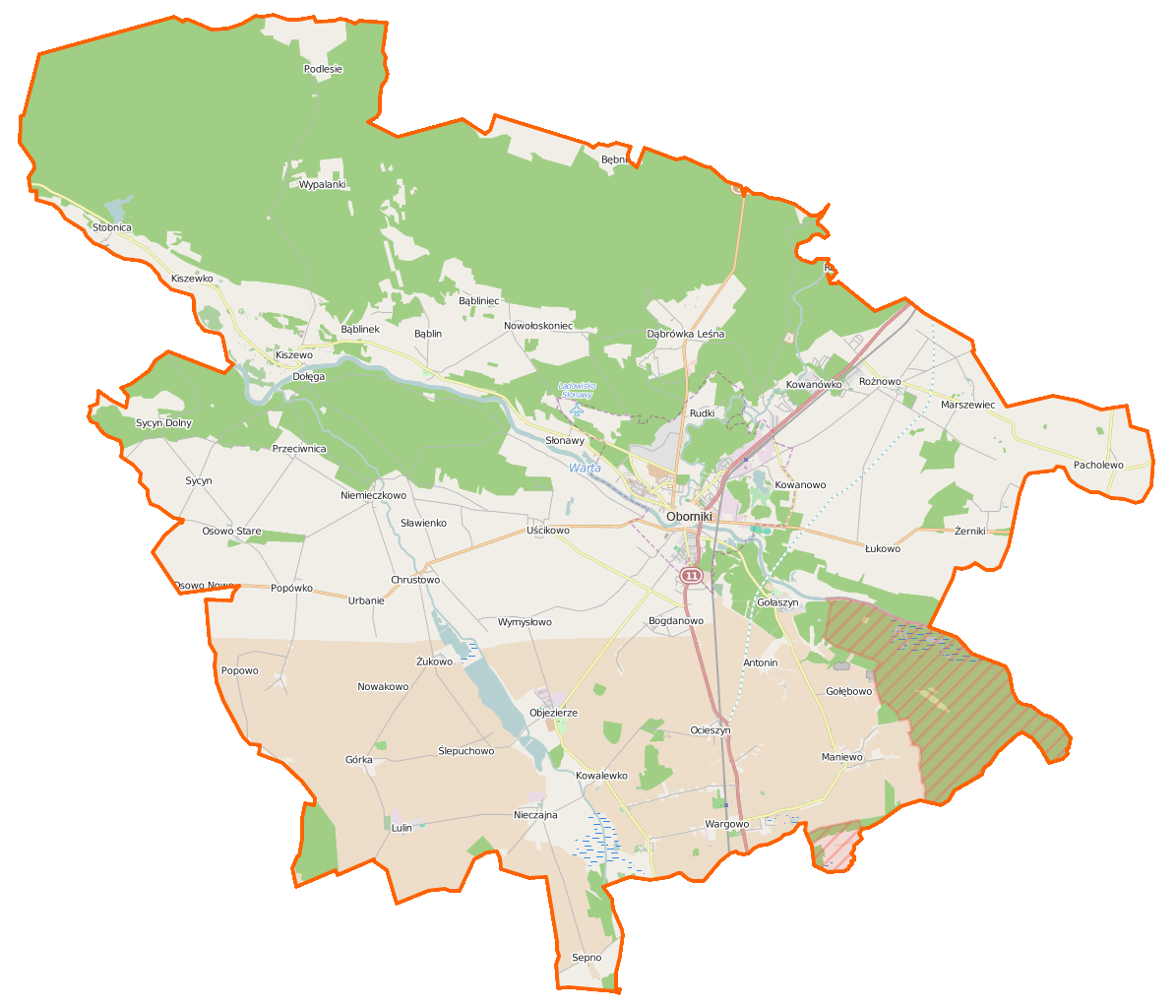
Karte der Gemeinde

Die Gemeinde liegt im nördlichen Teil der Woiwodschaft. Die Woiwodschafts-Hauptstadt Posen liegt etwa 25 Kilometer südlich, Gniezno (Gnesen) etwa 40 Kilometer östlich. Nachbargemeinden sind die Gemeinden Połajewo, Ryczywół und Rogoźno im Norden, Murowana Goślina im Osten, Suchy Las und Rokietnica im Süden sowie Szamotuły und Obrzycko im Westen.
Zu den Fließgewässern gehören die Warthe und ihr Nebenfluss Wełna. Auf dem Gemeindegebiet gibt es eine Reihe von Seen.
Die Gemeinde hat eine Fläche von 340,2 km², von der 52 Prozent land- und 38 Prozent forstwirtschaftlich genutzt werden.

## Geschichte
Das heutige Gemeindegebiet gehörte unterbrochen durch die deutsche Besatzungszeit im Zweiten Weltkrieg von 1919 bis 1975 zur Woiwodschaft Posen mit unterschiedlichem Zuschnitt. – Die deutsche Minderheit wurde nach dem Weltkrieg vertrieben.
Die seit 1934 bestehenden Landgemeinden Oborniki-Północ und Oborniki-Południe (1939–1945 die Amtsbezirke Obornik-Nord und Obornik-Süd) wurden 1954 aufgelöst und wiederholt in verschiedene Gromadas umgewandelt.
Die Landgemeinde Oborniki besteht seit dem 1. Januar 1973. Von 1975 bis 1998 gehörte das Gemeindegebiet zur beträchtlich verkleinerten Woiwodschaft Posen. Der Powiat wurde in dieser Zeit aufgelöst. Stadt- und Landgemeinde Oborniki wurden 1990/1991 zur Stadt-und-Land-Gemeinde zusammengelegt. Diese gehört seit 1999 zur Woiwodschaft Großpolen und zum wieder eingerichteten Powiat Obornicki.
Von den 2015 gewählten Schulzen (sołtys) der Gemeinde waren 28 Männer und 17 Frauen.

## Gliederung
Zur Stadt-und-Land-Gemeinde (gmina miejsko-wiejska) Oborniki mit 34.185 Einwohnern (Stand 31. Dezember 2020) gehören die Stadt selbst und 45 Dörfer (deutsche Namen, amtlich bis 1945) mit Schulzenämtern (sołectwa):
- Bąblin (Bablin)[7]
- Bąblinek
- Bąbliniec
- Bogdanowo (Bogenau)[7]
- Chrustowo (Chrustowo, 1943–1945 Krusten)
- Dąbrówka Leśna (Heindenwalde)[7]
- Gołaszyn (Golaschin, 1943–1945 Golasdorf)[6]
- Gołębowo (Golembowo , 1943–1945 Geisenheim)[6]
- Górka (Gorkau Vorwerk)[7]
- Kiszewko (Kerndorf)[7]
- Kiszewo (Kischewo, 1939–1943 Kirschen, 1943–1945 Kirschbuden)
- Kowalewko (Schmiedenau)[7]
- Kowanowo (Kowanowo, 1943–1945 Kiestal)[6]
- Kowanówko (Kowanowko, 1943–1945 Rundhausen)[6]
- Lulin (Lulenau)[7]
- Łukowo (Lukowo, 1943–1945 Luckland)[6]
- Maniewo (Maniewo, 1943–1945 Marienau)[6]
- Marszewiec
- Nieczajna (Niendorf)[7]
- Niemieczkowo (Przeciwnica, 1943–1945 Deutschendorf)
- Nowołoskoniec
- Objezierze (Objezierze, 1943–1945 Oberau)
- Ocieszyn (Augenfelde)[7]
- Osowo (Ehrenfelde)[7]
- Pacholewo (Pacholewo, 1943–1945 Paulsgut)[6]
- Podlesie (Waldheide)[7]
- Popowo (Hinterfelde)[7]
- Popówko (Popowko, 1943–1945 Vorderfelde)
- Przeciwnica (Przeciwnica, 1943–1945 Petersdorf)
- Rożnowo (Ruschdorf)[7]
- Sławienko (Slawienko , 1943–1945 Deutschhof)
- Słonawy (Rotenstein)[7]
- Stobnica (Stonebau)[7]
- Sycyn (Scheidenau)[7]
- Ślepuchowo (Friedensort)[7]
- Świerkówki (Fichtenhof)[7]
- Urbanie (Urbanie, 1943–1945 Urbansdorf)
- Uścikowiec
- Uścikowo (Uscikowo, 1906–1945 Neuendorf)
- Wargowo (Wargen)[7]
- Wychowaniec (Wychowaniec, 1943–1945 Warthenau)
- Wymysłowo (Wymyslowo, 1943–1945 Wiesenau)
- Wypalanki (Brand Forst)[7]
- Żerniki (Ziernik, 1943–1945 Zornsdorf)[6]
- Żukowo (Zukowo, 1943–1945 Zuckland)

Kleinere Orte der Gemeinde sind Antonin (Antonin, 1943–1945 Antonshof) und Bębnikąt; Weiler sind Dołęga, Lipka, Marylówka, Papiernia, Radzim, Ruks-Młyn, Uścikowo-Folwark und Zagaj.

## Verkehr
Die Landesstraße DK11 führt von Kołobrzeg (Kolberg) im Norden über Koszalin (Köslin) und Piła (Schneidemühl) nach Oborniki und als Schnellstraße S11 weiter nach Posen. Die kreuzende Woiwodschaftsstraße DW187 führt von Pniewy (Pinne) im Westen nach Murowana Goślina (Murowana Goslin) im Osten; die DW178 verbindet Oborniki mit Wałcz (Deutsch Krone) im Norden.
An der Bahnstrecke Posen–Piła (Schneidemühl) bestehen im Hauptort der Gemeinde der Bahnhof Oborniki Wielkopolskie und der Haltepunkt Oborniki Wielkopolskie Miasto sowie die in den gleichnamigen Dörfern die Haltepunkte Rożnowo und Wargowo.
Der nächste internationale Flughafen ist Poznań-Ławica.